# Yacolt
Yacolt – miasto w Stanach Zjednoczonych, w stanie Waszyngton, w hrabstwie Clark.